# Ферапонт (Хюммерих)
Архимандри́т Ферапо́нт (в миру Йоханнес Хюммерих, нем. Johannes Hümmerich; 9 июня 1900, Швейцария — 3 июня 1988, Недре-Эйкер, Норвегия) — священнослужитель Константинопольского патриархата, архимандрит; настоятель Никольского прихода (1952—1972) в Осло и единственный на тот период православный священнослужитель на территории Норвегии.

## Биография

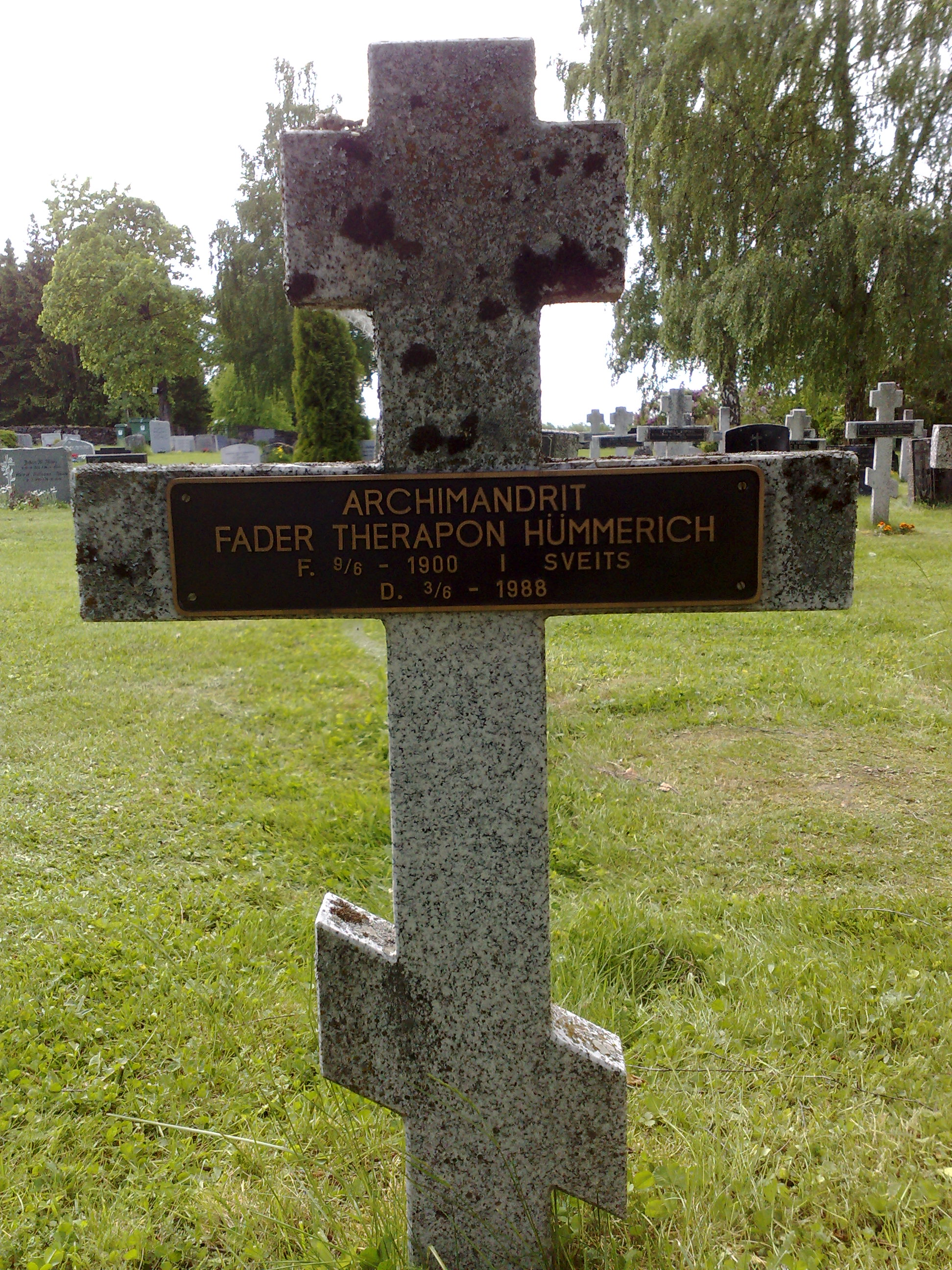
Крест на кладбище на Хельгёйа

Родился 9 июня 1900 года в Швейцарии в протестантской семье.
В 1930-е годы переехал в Эльзас во Францию, где активно работал в швейцарской протестантской организации «Дом диаконов и диаконисс», занимаясь безвозмездной помощью больным.
Около 1938 года принял православие в юрисдикции Западноевропейского экзархата русский приходов, был пострижен в рясофор с именем Ферапонт и рукоположен в священный сан митрополитом Евлогием (Георгиевским).
В качестве вольнослушателя прослушал курс лекций в Свято-Сергиевском православном богословском институте в Париже.
В 1952 году был назначен митрополитом Владимиром (Тихоницким) настоятелем Никольского прихода в городе Осло и в течение двадцати лет оставался единственным православным священнослужителем на территории Норвегии, проводя активную экуменическую политику.
Благодаря установившимся связям, добился у Совета по делам беженцев открытия дома для беженцев «Гранлиен» на острове Хельгёйа, посреди озера Мьёса. Большинство проживавших в Гранлиене были пожилые русские беженцы, прибывшие с Дальнего Востока. При их активном участии к 1956 году в доме была оборудована православная часовня, где архимандрит Ферапонт регулярно совершал богослужения. В 1983 году дом Гранлиен был расформирован, и часовня прекратила своё существование.
Скончался 3 июня 1988 года в Недре-Эйкере и похоронен на православном кладбище на острове Хельгёйа.